# كيفن مكابي
كيفن مكابي (بالإنجليزية: Kevin McCabe) هو باحث واقتصادي أمريكي، ولد في 1950.

## وصلات خارجية
- الموقع الرسمي